# Spinaraptor
Spinaraptor (лат.) — род кузнечиков из подсемейства Meconematinae (Tettigoniidae) отряда прямокрылые. Южная Америка.

## Этимология
Родовое название происходит от латинского слова Spina (шип) + raptor (грабитель). Такое название (шипастый хищник) дано в связи с длинными шипами на передних голенях и хищной привычкой этих кузнечиков.

## Описание
Кузнечики средних размеров (1 — 2 см) зелёного цвета. Вентральная область передних голеней с пятью парами длинных шипов. Субгенитальная пластинка узкая, удлинённая и короче styli; styli удлинённые и направлены вперёд, образуя вместе с субгенитальной пластинкой угол почти 90° по отношению к тергиту X. Церки удлинённые, заострённые и без выступов. Тело стройное и удлинённое. Передние ноги длинные, узкие; передние голени с длинными вентральными шипами. Гениталии самца без наличия титиллаторного склерита. Голова дорсально с коротким вертексом, не образующим выступ. Глаза крупные, круглые и выступающие. Пронотальный диск узкий и удлиненный, при виде сбоку; дорсальный край без киля, переднемедиально прямой и кзади проецируется вверх. Жилка R прямая и с мелкими ветвями прямая и поперечная. Жилка M с основанием, сросшимся с основанием жилки Cu; жилки M с одной бифуркацией у основания жилки Cu, с жилкой MA параллельно жилке R и ветвью MP, следующей без бифуркаций до вершины тегмины. Жилка Cu раздваивается у заднего края тегмина; жилка CuP короткая, достигает срединного края тегмина, длинная жилка CuA достигает апикального края тегмина.

## Систематика
Род был впервые выделен в 2024 году на основании одного нового и нескольких видов из рода Phlugis White, 1862, к которому он наиболее близок. Но у Phlugis широкое тело (и стройное тело у Spinaraptor); передние ноги короткие и толстые, с толстыми вентральными шипами средней голени и тупой вершиной (против передних ног длинных и стройных, с длинными, стройными вентральными шипами голени с заостренной вершиной у Spinaraptor); субгенитальная пластинка длинная, с областью вхождения основания щупиков, выходящей за вершину церкуса, при виде сбоку (в отличие от субгенитальной пластинки короткой, с областью вхождения основания щупиков, не выходящей за вершину церкуса у Spinaraptor, при виде сбоку); щупик расширенный и короткий, с усеченной апикальной частью (против узкого и удлиненного щупика, с расширенной и изогнутой апикальной частью у Spinaraptor).
- Spinaraptor celerinicta (Nickle, 2003) — Перу
  - =Phlugis celerinicta Nickle, 2003
- Spinaraptor ecuador (Gorochov, 2012) — Эквадор
  - =Phlugis ecuador Gorochov, 2012
- Spinaraptor gerana (Gorochov, 2015) — Парагвай
  - =Phlugis gerana Gorochov, 2015
- Spinaraptor nemoptera (Bolívar, 1888) — Бразилия
  - =Phlugis nemoptera Bolívar, 1888
  - =Thysdrus nemoptera Redtenbacher, 1891
- Spinaraptor taja Mendes, Sobral & Silva-Neto, 2024 — Бразилия